# Hồ Attabad

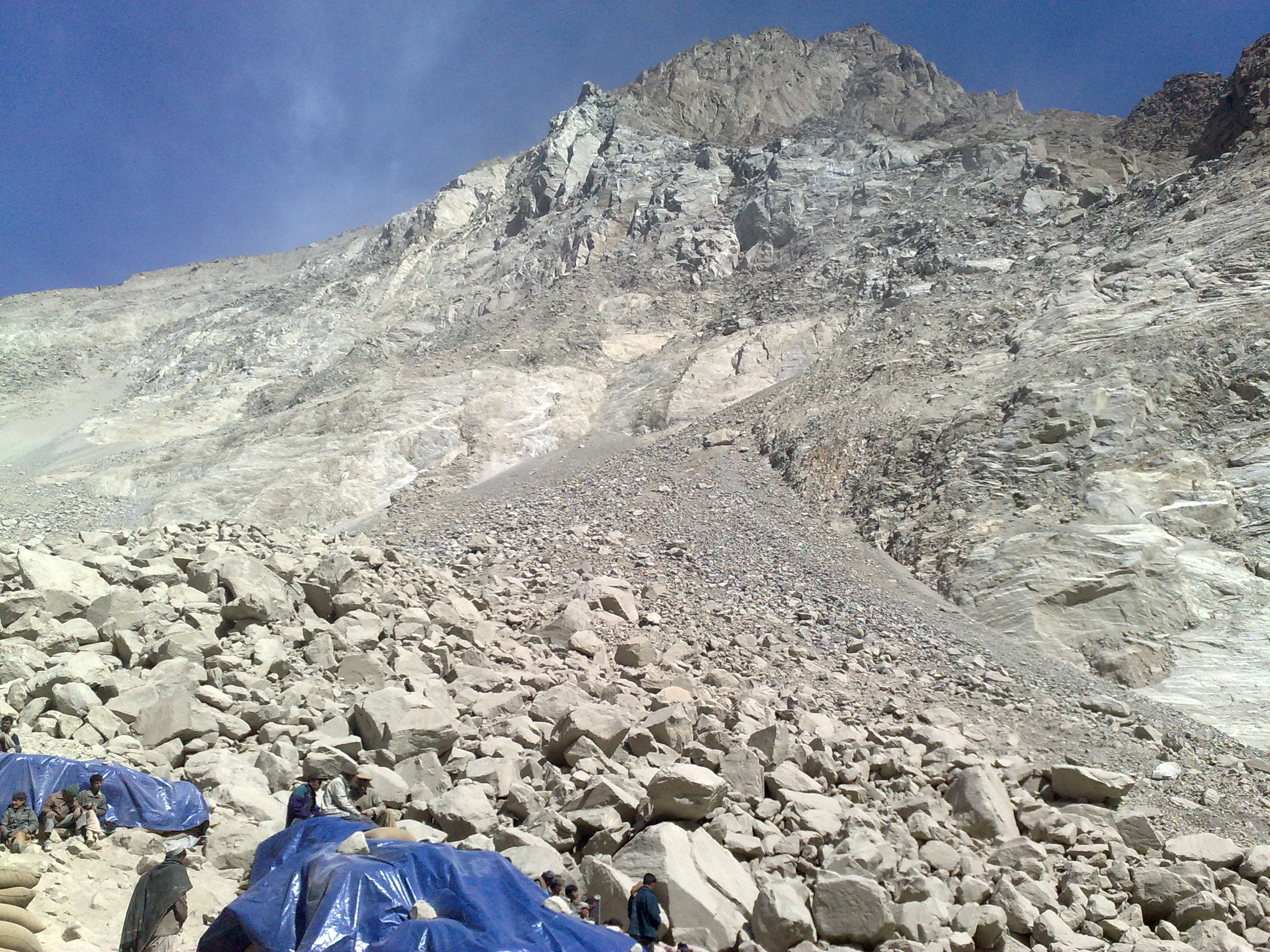
Sau vụ sạt lở đất.

Hồ Attabad hay còn được biết đến với tên gọi là Hồ Gojal là một hồ nước được hình thành vào tháng 1 năm 2010 bởi một vụ sạt lở đất. Hồ nước này nằm ở Gojal, một vùng thung lũng phía Bắc Pakistan.
Hồ Attabad được hình thành do một vụ sạt lở lớn tại ngôi làng Attabad ở Gilgit-Baltistan, 14 km (9 dặm) về phía thượng nguồn của Karimabad, vào 04 tháng 1 năm 2010. Vụ sạt lở giết chết 20 người và làm chặn dòng chảy của sông Hunza trong 5 tháng. 6.000 người tại các làng thượng nguồn của sông đã phải di dời, nhưng vẫn còn 25.000 mắc kẹt, hơn 19 km (12 dặm) của đường cao tốc Karakoram đã bị ngập. Hồ có chiều dài 21 km (13 dặm) và sâu hơn 100 mét (330 ft) trong tuần lễ đầu tiên của tháng 6 năm 2010, nhấn chìm hoàn toàn làng Shishkat và một phần của làng Gulmit. Hồ nước này nhấn chìm hơn 170 ngôi nhà và 120 cửa hàng, khiến người dân trong tình trạng thiếu lương thực và các mặt hàng khác thiết yếu do sự tắc nghẽn của tuyến đường cao tốc Karakoram. Đến ngày 4 tháng 6, lượng nước đổ vào hồ đã tăng lên 100 m3 / s (3.700 cu ft / s).